# Mellvért

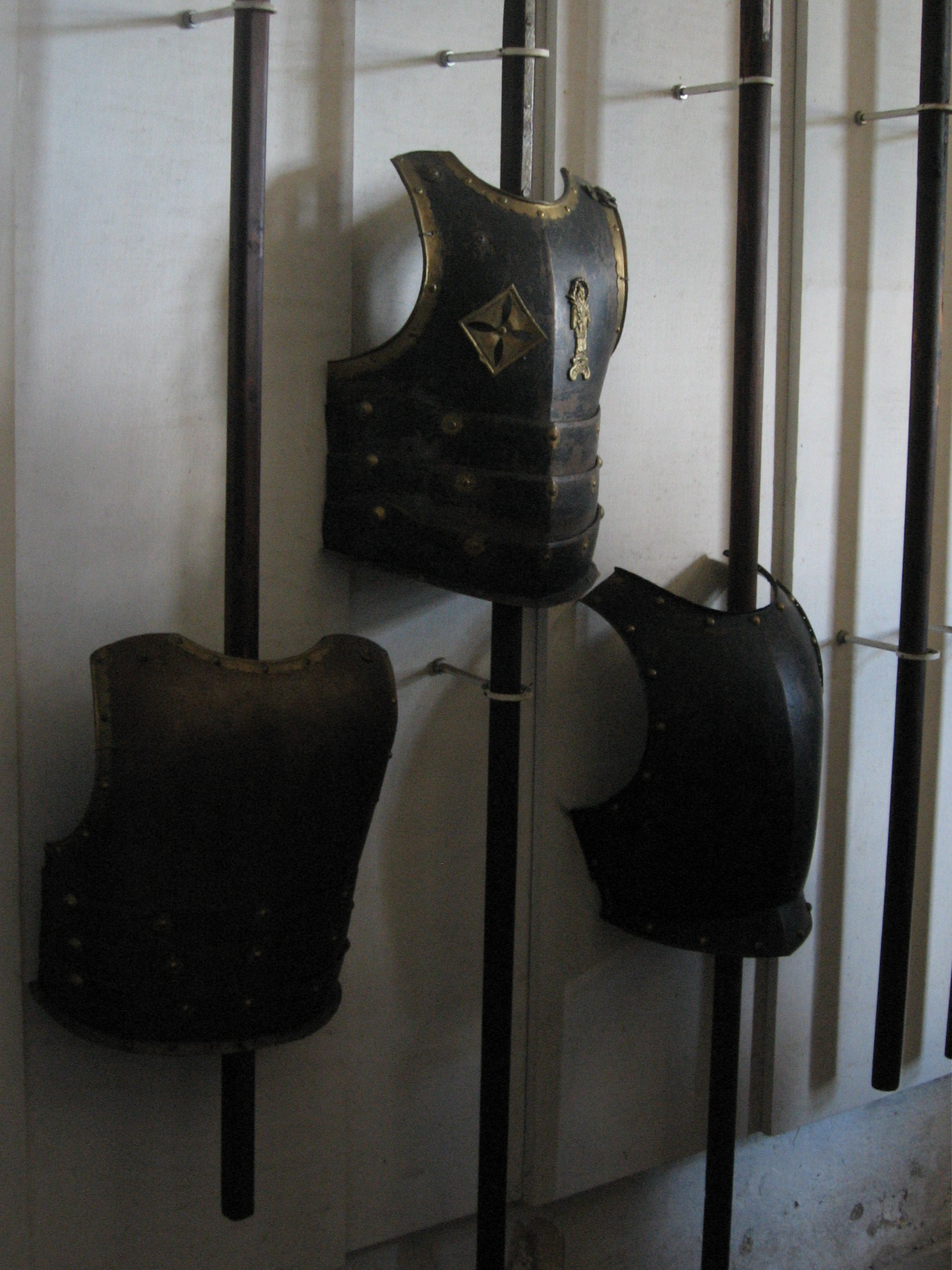

A mellvért eredetileg több rétegbe rakott vastag bőrökből készített védeszköz, később vasból kovácsolták vagy acélból készítették, és csak kívülről vonták be bőrrel. Volt kettős mellvért is, melynek egyik fele a mellet, a másik a hátat védte. Miután a jelenkori puskák lövedékei ellen a mellvért nem véd, súlya pedig a katona fürgeségét csökkenti, azért jelenleg már csak kevés hadseregben használják: vértes lovas csapatok és gárdák felszerelésére.
A mellvért a lovagi páncélzat legnagyobb felületű része. Már az ókori görögök és rómaiak, valamint a barbár népek is használták.
A legfontosabb belső szerveket védte, ezért a vértezet legjelentősebb darabja volt, melyet gyakran gazdagon díszítettek.